# Chongnyon Hotell

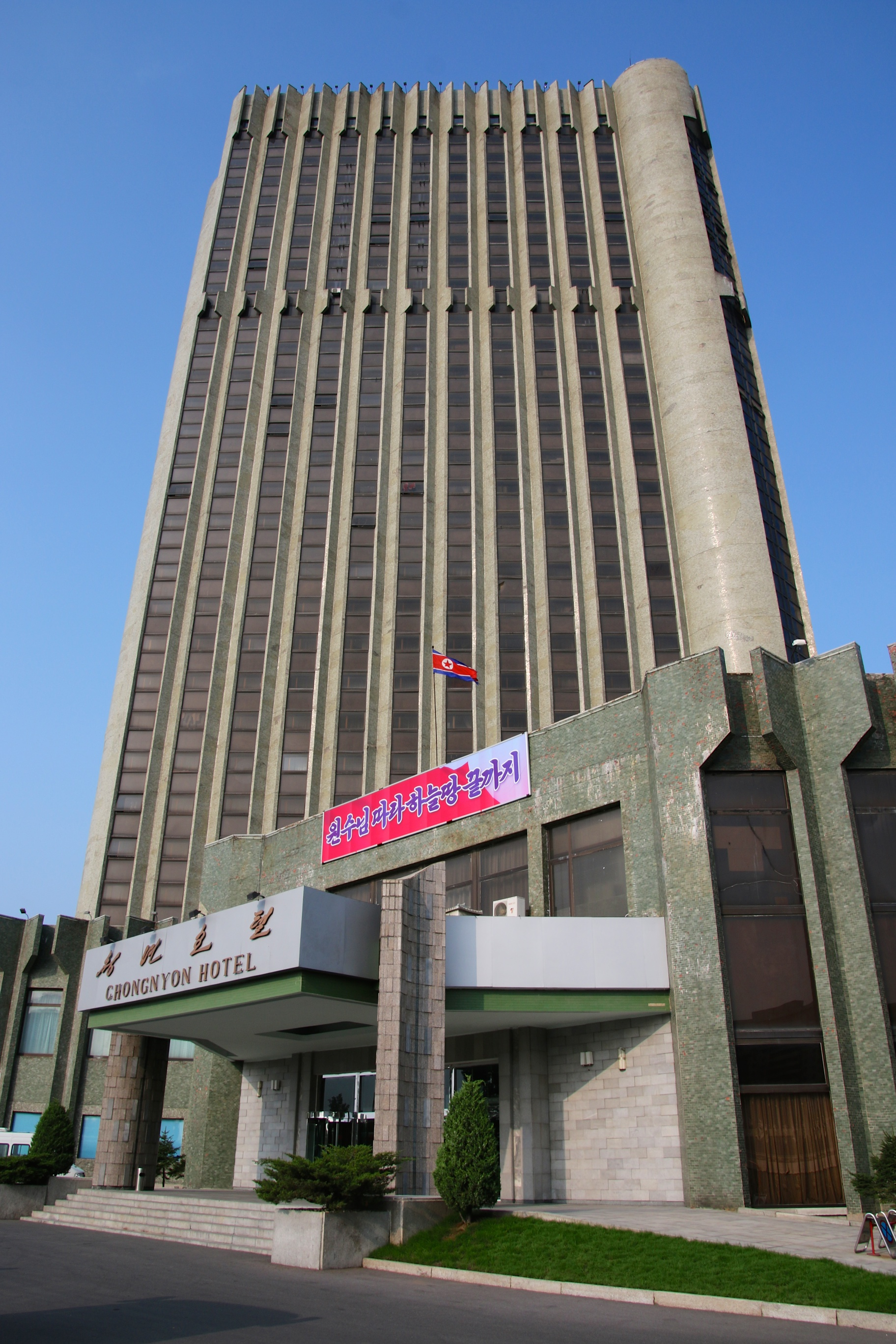
Chongnyon Hotel

Chongnyon Hotell är ett hotell i Pyongyang, huvudstaden i Nordkorea. Hotellet öppnade 1989 och har 30 våningar.